# 七和弦
七和弦是以三度關係疊加的四個音構成的和弦，這四個音由低到高依次為根音、三音、五音和七音:106。七和弦有很多種，其中最常見的是屬七和弦（即大小七和弦）:77 。
| 系统名 | 意义名 | 英文名  | 距离根音的音程         |
| ------ | ------ | ------- | ---------------------- |
| 七音   | 冠音   | seventh | 减七度、小七度或大七度 |
| 五音   | (无)   | fifth   | 减五度、纯五度或增五度 |
| 三音   | (无)   | third   | 小三度或大三度         |
| 一音   | 根音   | root    | 纯一度                 |

## 分類
| 常用名称   | 系统名称   | 根音与三音的音程 | 根音与五音的音程 | 根音与七音的音程 | 和弦名（流行）                | 附注                          | 举例                                           |
| 屬七和弦   | 大小七和弦 | 大3度（4半音）   | 完全5度（7半音） | 小7度（10半音）  | C7、CMm7                      | 相當於大三和弦（M） +小七度   | 您的浏览器不支持播放音频。您可以下载音频文件。 |
| 大七和弦   | 大大七和弦 | 大3度（4半音）   | 完全5度（7半音） | 大7度（11半音）  | CM7、CMM7、Cmaj7              | 相當於大三和弦（M） +大七度   | 您的浏览器不支持播放音频。您可以下载音频文件。 |
| 小七和弦   | 小小七和弦 | 小3度（3半音）   | 完全5度（7半音） | 小7度（10半音）  | Cm7、Cmm7、C-7                | 相當於小三和弦（m） +小七度   | 您的浏览器不支持播放音频。您可以下载音频文件。 |
| 小大七和弦 | 小大七和弦 | 小3度（3半音）   | 完全5度（7半音） | 大7度（11半音）  | CmM7                          | 相當於小三和弦（m） +大七度   | 您的浏览器不支持播放音频。您可以下载音频文件。 |
| 半減七和弦 | 减小七和弦 | 小3度（3半音）   | 减5度（6半音）   | 小7度（10半音）  | Chalf-dim7、 Cm7-5、Cm7（♭5） | 相當於減三和弦（dim） +小七度 | 您的浏览器不支持播放音频。您可以下载音频文件。 |
| 減七和弦   | 减减七和弦 | 小3度（3半音）   | 减5度（6半音）   | 減7度（9半音）   | Cdim7、 Co7                   | 相當於減三和弦（dim） +減七度 | 您的浏览器不支持播放音频。您可以下载音频文件。 |
| 增七和弦   | 增小七和弦 | 大3度（4半音）   | 增5度（8半音）   | 小7度（10半音）  | Caug7、C7（#5）               | 相當於增三和弦（aug） +小七度 | 您的浏览器不支持播放音频。您可以下载音频文件。 |
| 增大七和弦 | 增大七和弦 | 大3度（4半音）   | 增5度（8半音）   | 大7度（11半音）  | CaugM7、C+M7                  | 相當於增三和弦（aug） +大七度 | 您的浏览器不支持播放音频。您可以下载音频文件。 |

## 七和弦的系统命名法
七和弦的系统命名法如下：

将七和弦的根音、三音、五音组成的三和弦的性质作为七和弦系统名的第一个字，将七和弦的根音到七音的音程性质作为七和弦系统名的第二个字，然后再在这两个字后加上“七和弦”三个字即可。

例如：属七和弦的根音、三音、五音组成的三和弦是大三和弦，而它的根音和七音组成的音程是小七度，因此属七和弦的系统名称就被称作大小七和弦。

## 七和弦的转位
每个七和弦(记作7)有三个转位：以三音为低音是第一转位，称作五六和弦(记作{\displaystyle _{5}^{6}})；五音为低音是第二转位，称作三四和弦(记作{\displaystyle _{3}^{4}})；七音为低音是第三转位，称作二和弦(记作2)。
| 名称     | 转位     | 低音 | 标记                     | 低音与上方各音的音程 | 举例                                           |
| -------- | -------- | ---- | ------------------------ | -------------------- | ---------------------------------------------- |
| 七和弦   | 原位     | 根音 | 7                        | 7 5 3                | 您的浏览器不支持播放音频。您可以下载音频文件。 |
| 五六和弦 | 第一转位 | 三音 | {\displaystyle _{5}^{6}} | 6 5 3                | 您的浏览器不支持播放音频。您可以下载音频文件。 |
| 三四和弦 | 第二转位 | 五音 | {\displaystyle _{3}^{4}} | 6 4 3                | 您的浏览器不支持播放音频。您可以下载音频文件。 |
| 二和弦   | 第三转位 | 七音 | 2                        | 6 4 2                | 您的浏览器不支持播放音频。您可以下载音频文件。 |

七和弦转位后和弦的性质不发生改变，例如：大七和弦的第一转位是大五六和弦；小七和弦的第一转位是小五六和弦等。

## 自然大调中的七和弦
| 罗马数字分析法 | 斯波索宾和声功能分析法 | 和弦性质   | C自然大调中的三和弦 | C自然大调中的三和弦                            |
| -------------- | ---------------------- | ---------- | ------------------- | ---------------------------------------------- |
| IΔ7            | T7                     | 大七和弦   | CΔ7                 | 您的浏览器不支持播放音频。您可以下载音频文件。 |
| ii7            | SII₇                   | 小七和弦   | Dm7                 | 您的浏览器不支持播放音频。您可以下载音频文件。 |
| iii7           | DTIII₇                 | 小七和弦   | Em7                 | 您的浏览器不支持播放音频。您可以下载音频文件。 |
| IVΔ7           | S7                     | 大七和弦   | FΔ7                 | 您的浏览器不支持播放音频。您可以下载音频文件。 |
| V7             | D7                     | 大小七和弦 | G7                  | 您的浏览器不支持播放音频。您可以下载音频文件。 |
| vi7            | TSVI₇                  | 小七和弦   | Am7                 | 您的浏览器不支持播放音频。您可以下载音频文件。 |
| viiø7          | DVII₇                  | 半减七和弦 | Bø7                 | 您的浏览器不支持播放音频。您可以下载音频文件。 |

在古典音乐中，最常用的七和弦主要包括属七和弦（D7即V7）、导七和弦（DVII₇即viiø7或vii°7）、小的下属七和弦（SII₇即ii7）以及半减的下属七和弦（sII₇即iiø7）。（注：下属七和弦又称二级七和弦，这是因为二级七和弦是下属和声功能组里最常用的七和弦）。